# Manavgat (řeka)
Turecká řeka Manavgat pramení v západní části pohoří Taurus a teče přes přehradní nádrže Oymapınar a Manavgat a protéká městem Manavgat. Poté řeka proudí přes vodopád Manavgat a nakonec ústí Středozemního moře.V povodí řeky je spousta jeskyní, nejzajímavější je jeskyně Altınbeşik. Na spodním toku je splavná pro výletní lodě. Množství vody silně kolísá podle ročního období, na jaře činí až 500 m³/s, roční průměr je 147 m³/s. Je dlouhá celkem 90 km.